# Hoplopheromerus nigroides
Hoplopheromerus nigroides is een vliegensoort uit de familie van de roofvliegen (Asilidae). De wetenschappelijke naam van de soort is voor het eerst geldig gepubliceerd in 1967 door Tsacas & Oldroyd.